# Геркулес и Какус
«Геркулес и Какус» (итал. L'Ercole e Caco) — скульптурная группа, установленная в юго-восточном углу площади Синьории во Флоренции рядом с Лоджией Ланци и Палаццо Веккьо. Создана итальянским скульптором периода маньеризма Баччо Бандинелли в 1530—1534 годах. Произведение Бандинелли расположено симметрично (по другую сторону от входа в Палаццо Веккьо) шедевру Микеланджело, статуе (в наше время установлена копия) «Давида», олицетворяющей начало эпохи Высокого Возрождения в Италии. Работа Бандинелли наглядно отражает эстетику завершения и кризиса ренессансной эпохи.

## Сюжет
Темой произведения является эпизод древнеиталийских легенд об основании города Рима. Геркулес (у древних греков Геракл), угнав стада Гериона, переправился через Тибр и лёг спать. Тогда Какус, чудовище, изрыгавшее огонь, сын Вулкана, который жил на Авентинском холме — месте будущего Рима (по другой версии на Палатине), в пещере, окружённой остатками похищенных и съеденных им людей, похитил коров Геркулеса и спрятал их в своей пещере. Но Геркулес по мычанию коров нашёл пещеру, разбросал скрывавшие пещеру камни и ударом палицы убил Какуса. Легенда в разных вариантах пересказана Титом Ливием («История Рима от основания города», I, 7: 4—7), Овидием («Фасты», I: 550—580), Вергилием («Энеида», VIII: 190—270), Проперцием («Элегии», IV: 9, 10), Дионисием Галикарнасским («Римские древности», I, 39: 2, I: 42, 2) и другими авторами.
Эта история в пересказе древнеримских авторов представляет собой переложение древнегреческого мифа: одного из двенадцати подвигов Геракла («Похищение коров Гериона») и аллегорическое прославление силы и изобретательности героя, победившего зло.

## История

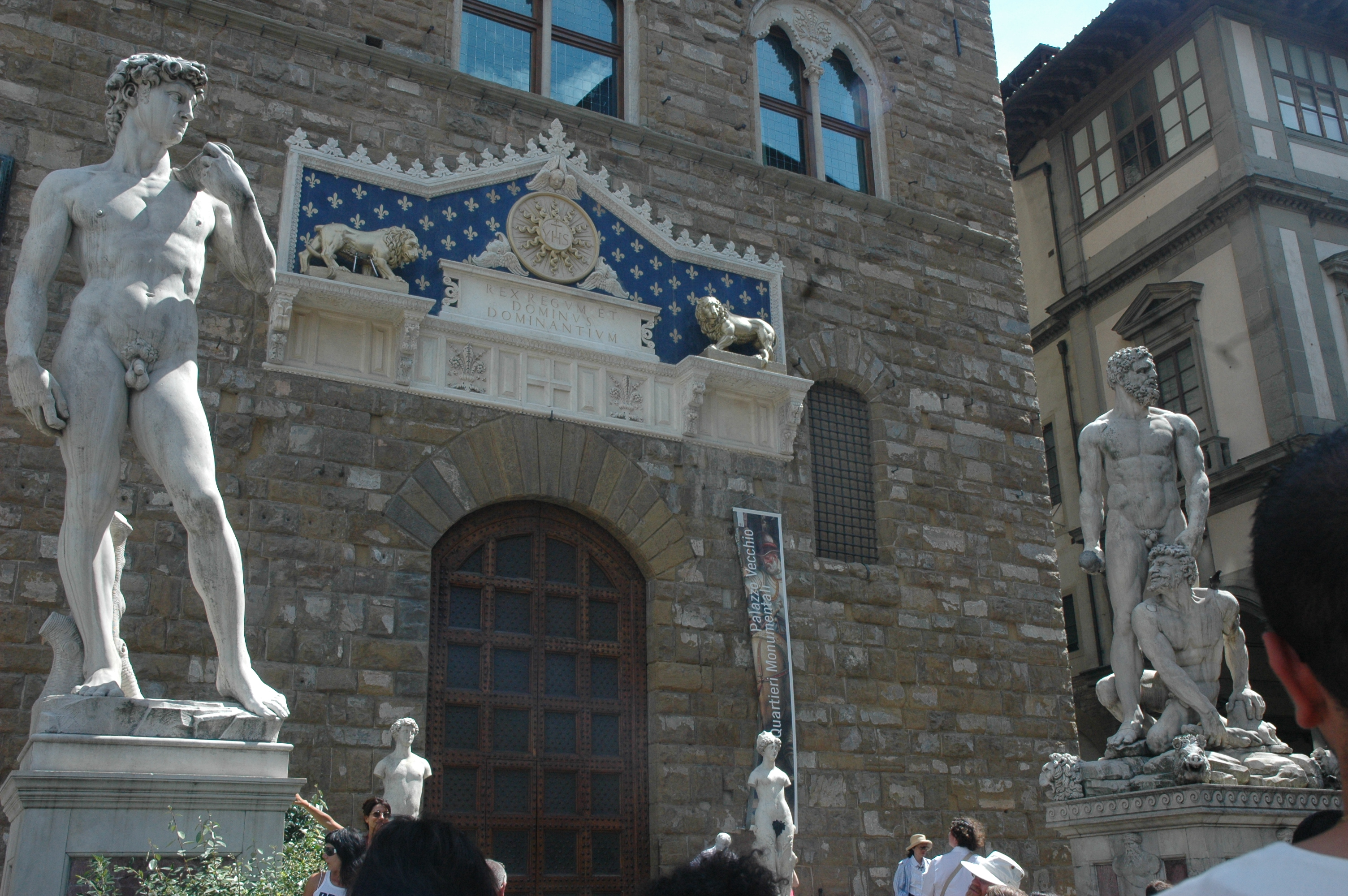
«Давид» Микеланджело, «Геркулес и Какус» Бандинелли перед входом в Палаццо Веккьо во Флоренции

Памятник имеет сложную и долгую историю. Сначала, в 1505 году, скульптура, олицетворяющая физическую силу, была заказана Микеланджело Буонарроти в качестве парной, к созданной им годом ранее статуе Давида (олицетворения интеллектуальной силы флорентийцев). Микеланджело сделал боццетто (восковую модель), сохранившуюся до настоящего времени во флорентийском музее Каза-Буонарроти. Работа из-за неустойчивой политической обстановки во Флоренции шла трудно, а затем и вовсе была приостановлена. После изгнания Медичи из Флорентийской республики синьория снова уполномочила Микеланджело создать скульптуру, но он занялся другой темой, отдав предпочтение сюжету «Самсон и Филистимляне».
Затем, в 1525 году власти города обратились с просьбой к скульптору Баччо Бандинелли, который встречался в 1528 году с Микеланджело. С восстановлением в городе власти Медичи, в 1530 году группа «Геракл и Какус» снова была заказана папой Климентом VII Медичи, которому показали восковую модель, и работа была окончательно доверена Бандинелли. Поставленный блок каррарского мрамора оказался недостаточно большим для изготовления скульптуры. Поэтому Бандинелли пришлось изготовить новые модели, одну из которых папа выбрал в качестве окончательного варианта. Бандинелли уже вырезал скульптуру до живота Геракла, когда во время разграбления Рима в 1527 году (итал. Sacco di Roma) войсками императора Карл V Габсбурга папа оказался заперт в замке Святого Ангела, куда он бежал из Ватиканского дворца. Тем временем во Флоренции республиканские враги Медичи воспользовались хаосом, чтобы изгнать Ипполито Медичи. Бандинелли, сторонник Медичи, также был сослан. В 1530 году император Карл V после длительной осады отвоевал Флоренцию. Папа Климент VII впоследствии назначил своего незаконнорожденного сына Алессандро Медичи герцогом Тосканы. Бандинелли вернулся во Флоренцию и продолжил работу над скульптурой. В сравнении с моделью Микеланджело он несколько изменил композицию и закончил скульптуру к 1534 году.
Колосс высотой 5,05 метров стал для семьи Медичи символом их возвращения к власти после ссылки, в которую они были отправлены в 1512 году. Изображения голов льва, кабана, волка и собаки у подножия символизируют по замыслу скульптора «побеждённые пороки». Скульптура размещена на постаменте с барельефными бюстами фавнов и авторской подписью на латыни.
Медичи наградили скульптора за его работу землей и деньгами, и он позднее был назначен ответственным за все скульптурные и архитектурные программы при великом герцоге Тосканы Козимо I.
Памятник был реставрирован в период с февраля по апрель 1994 года.

## Оценки и критика
С момента открытия монумента Баччо Бандинелли испытал множество насмешек; скульптурная группа получилась громоздкой, дробной по формам и силуэту, грубой моделировки и неясной по пластике. Во Флоренции про его произведение слагали насмешливые сонеты. Главными критиками работы Бандинелли выступили Джорджо Вазари и Бенвенуто Челлини, которые были почитателями Микеланджело и соперниками Бандинелли за покровительство семьи Медичи.
Согласно тому, что Вазари рассказывает в своих «Жизнеописаниях», Бандинелли был одним из самых страстных поклонников Микеланджело, внимательным исследователем его работ с амбициями его превзойти. «Однако, когда ему пришлось смириться с тем, что у него нет соответствующего таланта, его восхищение сменилось сначала завистью, а затем ненавистью. Он часто подражал ему в сюжетах и в гигантизме, считая, что величие Буонарроти заключалось в больших размерах статуй, делая громадные скульптуры, но без силы, души, и анатомического совершенства… В попытках превзойти Микеланджело или хотя бы сравняться с ним он [Баччо] лепил его [скульптуру Геркулеса и Какуса], преследуя цель поставить его на престижную площадь рядом с Давидом, но произведение его пронизано гигантизмом, показом мускулов, массой, которая не переходит в выразительность и движение, а остается самоцелью».
Бенвенуто Челлини сравнил тяжеловесную группу с «мешком, полным дынь». В знаменитом автобиографическом произведении «Жизнь Бенвенуто, сына маэстро Джованни Челлини, флорентийца, написанная им самим во Флоренции» Челлини описал следующий эпизод.

 Когда он находился у герцога в комнату, где находилась небольшая античная скульптура, в присутствие Челлини вошёл Бандинелли. На вопрос герцога: «Чего вам здесь?» Бандинелли, посмотрев на античное произведение, сказал: «Государь, это всё то же, о чём я столько раз говорил вашей высокой светлости. Знайте, что эти древние ничего не смыслили в анатомии, и поэтому их работы сплошь полны ошибок». "Я молчал, — вспоминал Челлини, — и не обращал внимания на то, что он говорит; даже повернулся к нему спиной. Как только этот скотина кончил свою противную болтовню, герцог сказал: «О Бенвенуто, это совсем обратное тому, что такими прекрасными доводами ты мне только что так хорошо доказывал; так что защити её немножко». На эти герцогские слова, обращённые ко мне с такой любезностью, я тотчас же ответил и сказал: «Государь мой, вашей высокой светлости да будет известно, что Баччо Бандинелли состоит весь из скверны, и таким он был всегда; поэтому, на что бы он ни взглянул, тотчас же в его противных глазах, хотя бы вещь была в превосходной степени сплошным благом, тотчас же она превращается в наихудшую скверну. Но я, который единственно влеком ко благу, вижу правду более свято; поэтому то, что я сказал про эту прекраснейшую статую вашей высокой светлости, это сплошь чистая правда, а то, что про неё сказал Бандинелло, это сплошь та скверна, из которой единственно он состоит». Герцог слушал меня с большим удовольствием; и пока я всё это говорил, Бандинелло корчился и строил самые безобразные лица из своего лица, которое было пребезобразно, какие только можно себе представить… И вот сказанный Бандинелло начал разлагольствовать и сказал: «Государь, когда я открыл моего Геркулеса и Кака, мне, право, кажется, что больше ста сонетишек на меня было сочинено, каковые говорили всё самое дурное, что только может вообразить это простонародье». Я тогда ответил и сказал: «Государь, когда наш Микеланьоло Буонарроти открыл свою ризницу, где можно видеть столько прекрасных фигур, то эта чудесная и даровитая школа, подруга истины и блага, сочинила на него больше ста сонетов, состязаясь друг с другом, кто лучше про неё скажет». Далее Челлини, оценив превосходство произведений Микеланджело, обратился к упомянутому произведению Бандинелли: «Если обстричь волосы Геркулесу, то у него не останется башки, достаточной для того, чтобы упрятать в неё мозг; и что это его лицо, неизвестно, человека оно, или быкольва, и что оно не смотрит на то, что делает, и что оно плохо прилажено к шее, так неискусно и так неуклюже, что никогда не было видано хуже; и что эти его плечища похожи на две луки ослиного вьючного седла; и что его груди и остальные эти мышцы вылеплены не с человека, а вылеплены с мешка, набитого дынями, который поставлен стоймя, прислонённый к стенке. Также и спина кажется вылепленной с мешка, набитого длинными тыквами; ноги неизвестно каким образом прилажены к этому туловищу; потому что неизвестно, на которую ногу он опирается или которою он сколько-нибудь выражает силу; не видно также, чтобы он опирался на обе, как принято иной раз делать у тех мастеров, которые что-то умеют. Ясно видно, что она падает вперед больше, чем на треть локтя; а уже это одно — величайшая и самая нестерпимая ошибка, которую делают все эти дюжинные мастеровые пошляки. Про руки говорят, что обе они вытянуты книзу без всякой красоты, и в них не видно искусства, словно вы никогда не видели голых живых, и что правая нога Геркулеса и нога у Кака делят икры своих ног пополам; что если один из них отстранится от другого, то не только один из них, но и оба они останутся без икр, в той части, где они соприкасаются; и говорят, что одна нога у Геркулеса ушла в землю, а что под другой у него словно огонь» 
Б. Р. Виппер в своём капитальном исследовании искусства Италии в переломную эпоху уделяет названному произведению Бандинелли всего три строки: «Поставленный на площади Синьории, в близком соседстве со своим антиподом — Давидом Микеланджело, Геракл Бандинелли производит гротескное, почти отталкивающее впечатление прозаичностью своего облика и вульгарностью позы».
Характерные измельчённость моделировки и дробность силуэта, присущие произведению Бандинелли, особенно в неизбежном сравнении с работой Микеланджело, расположенной неподалёку, отражает, скорее, не столько слабость скульптора, сколько изъяны вкуса и творческого метода, порождённых сложной эпохой смены эстетических принципов и крушения идеалов Высокого Возрождения. Два произведения — Микеланджело и Бандинелли, размещенные симметрично перед фасадом Палаццо Веккьо на площади Синьории, олицетворяют два исторических этапа в истории итальянского искусства и наглядно демонстрируют два художественных стиля: Высокого Возрождения и маньеризма.

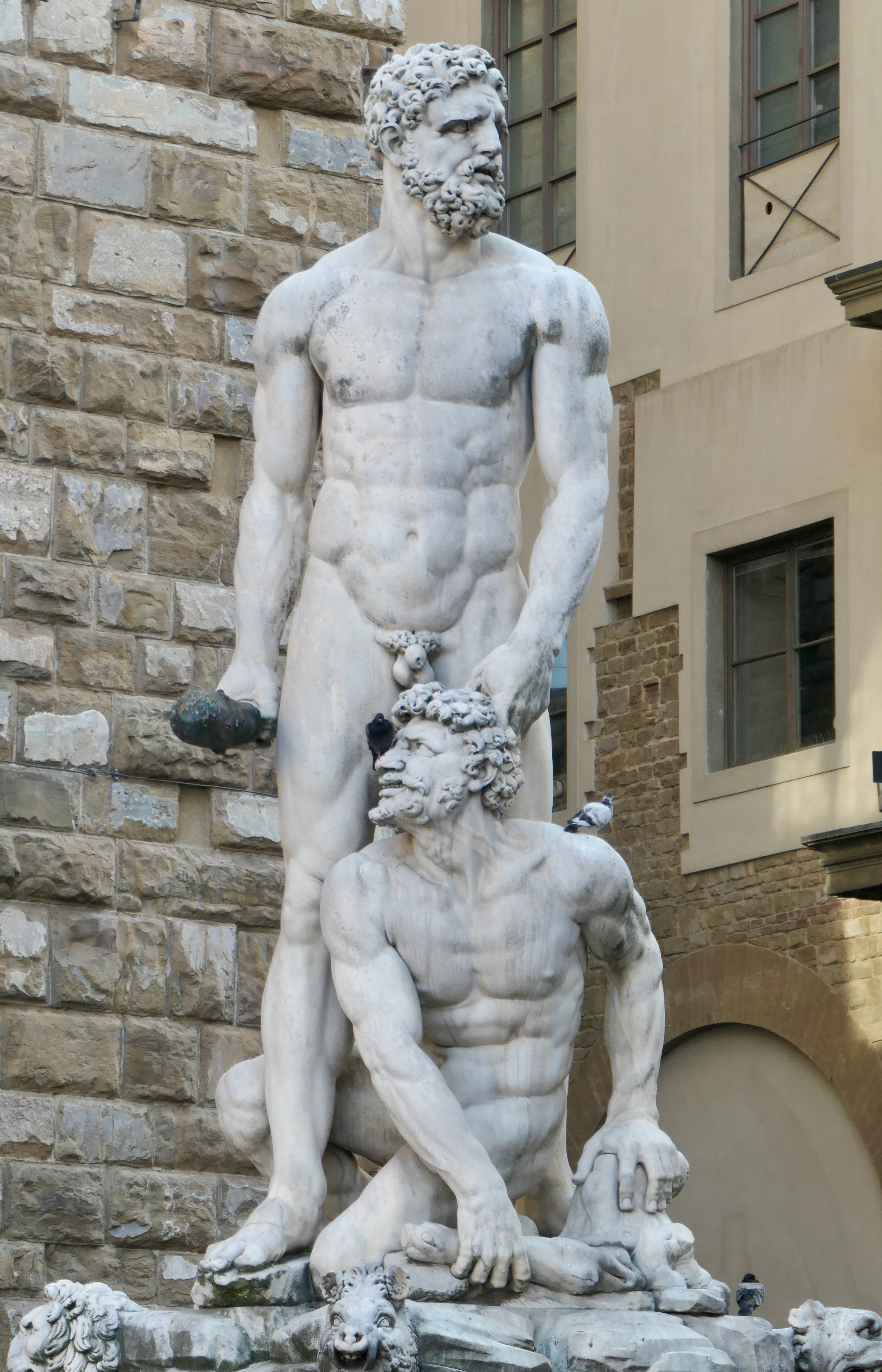
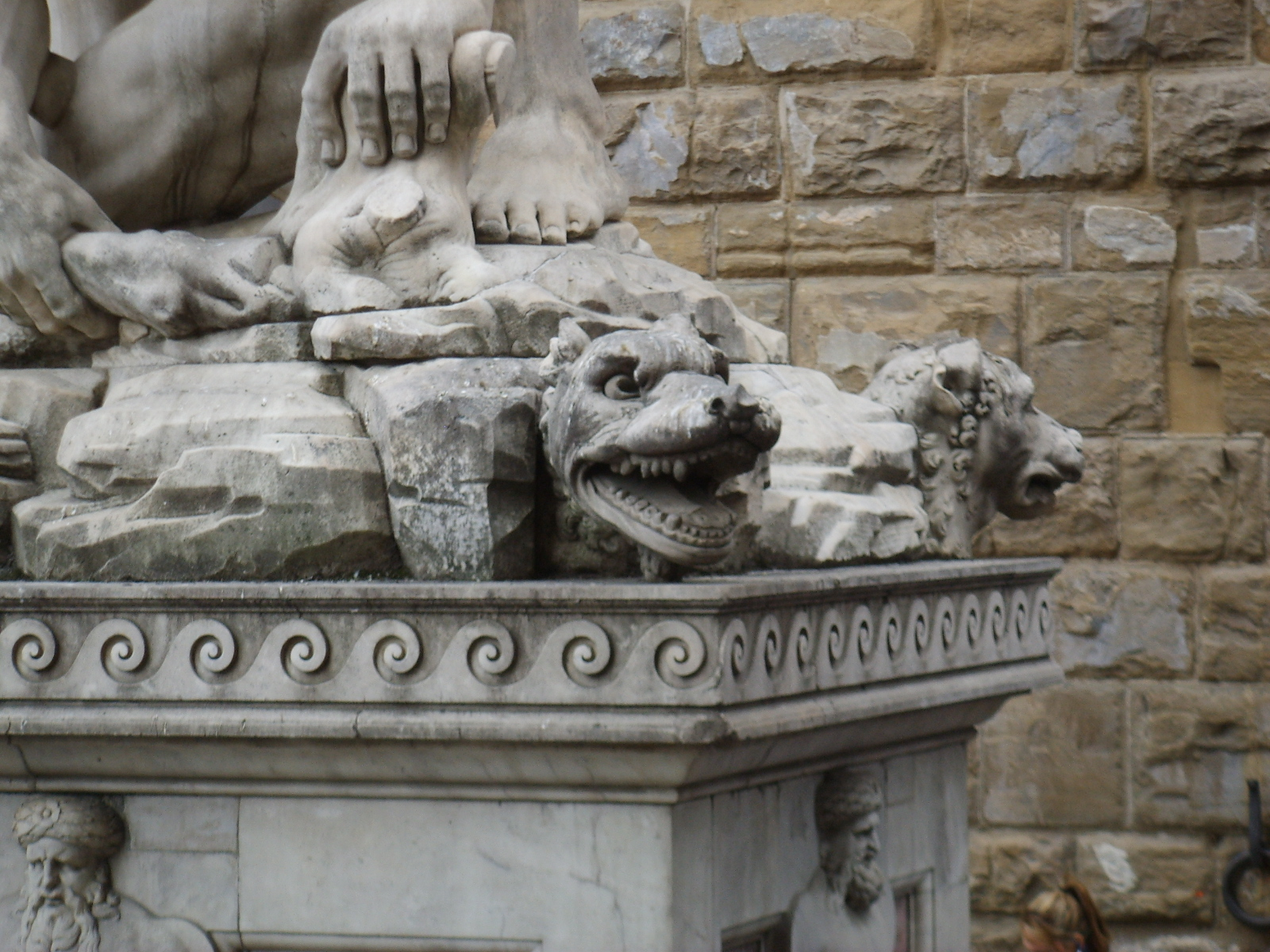
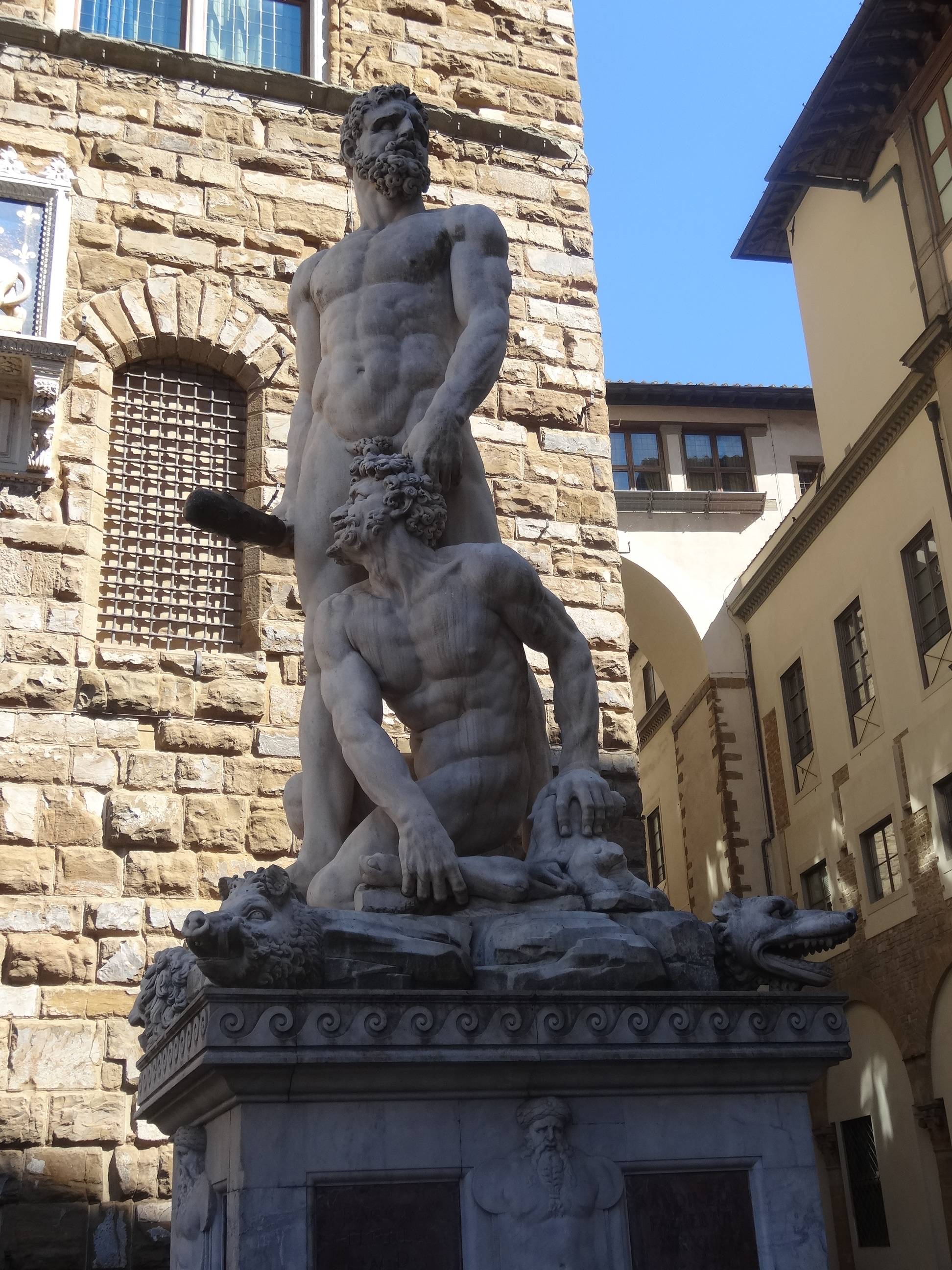
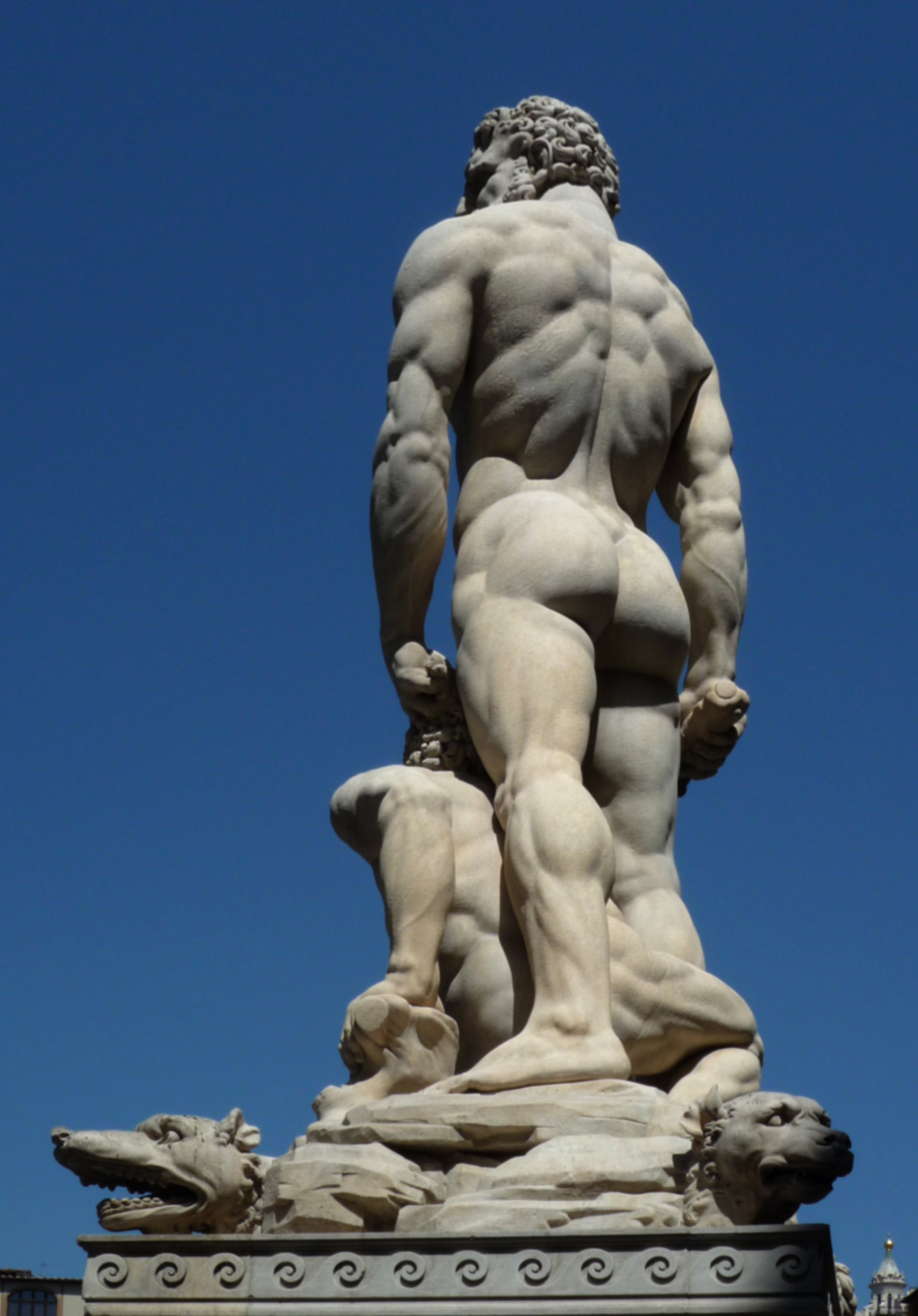
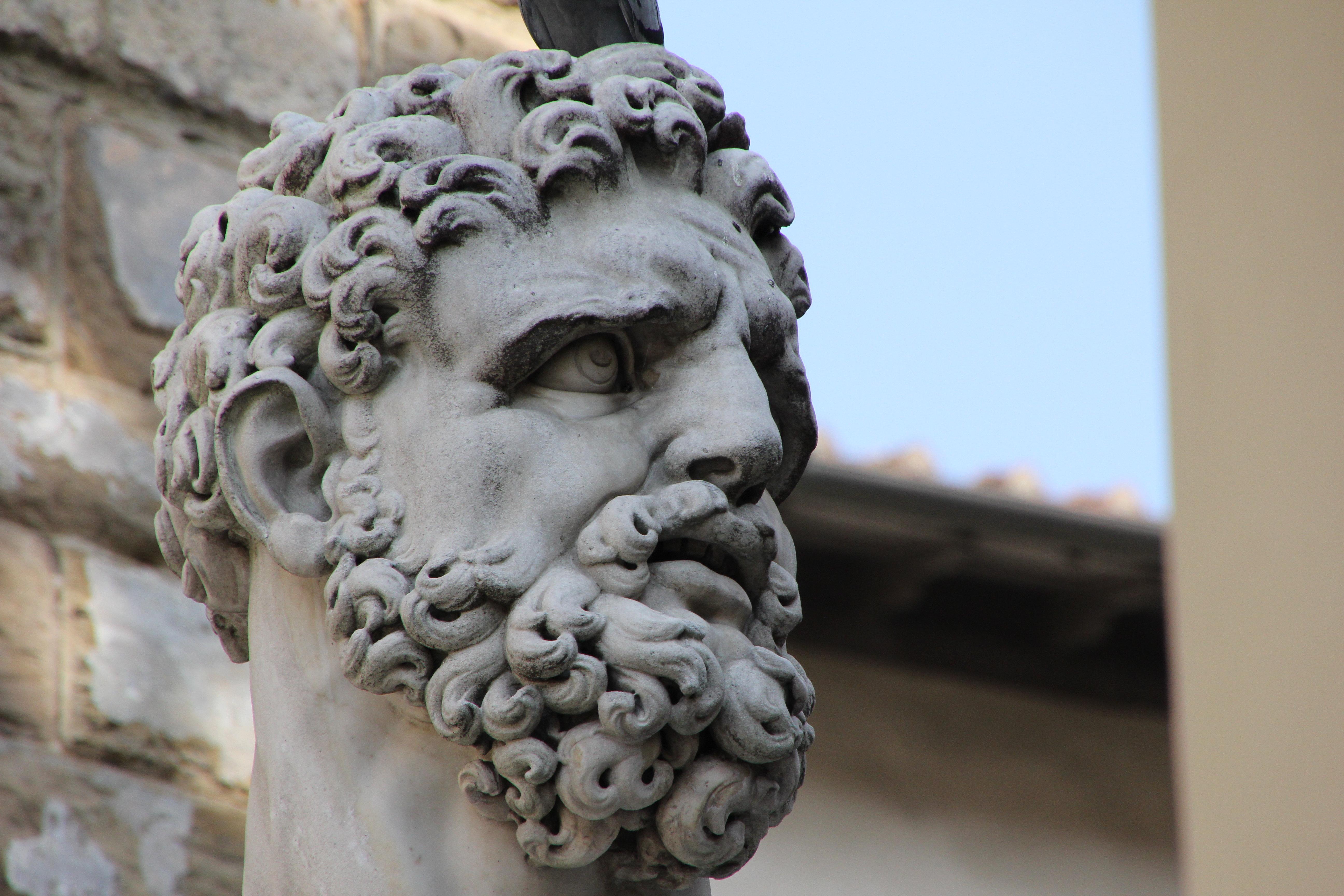
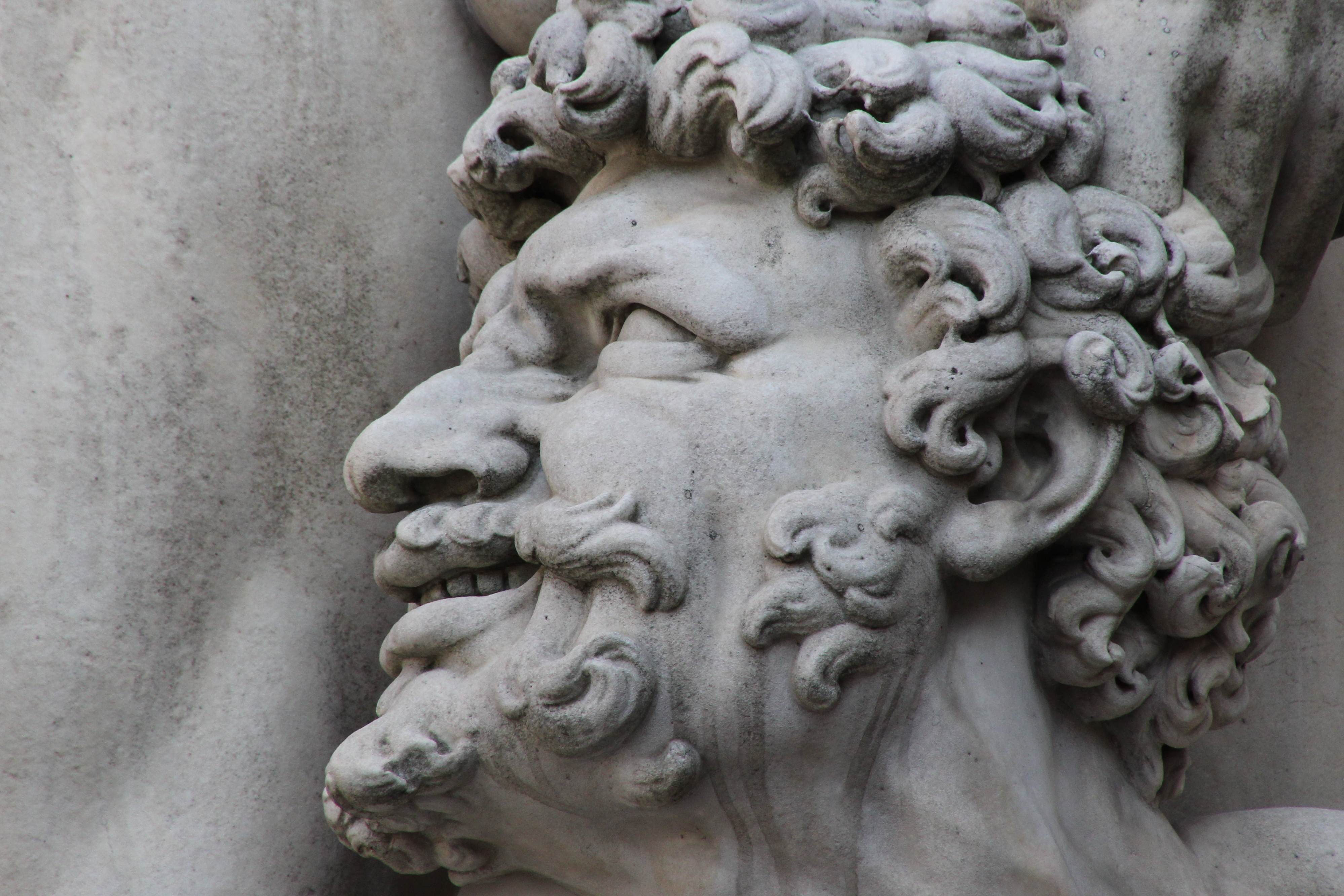
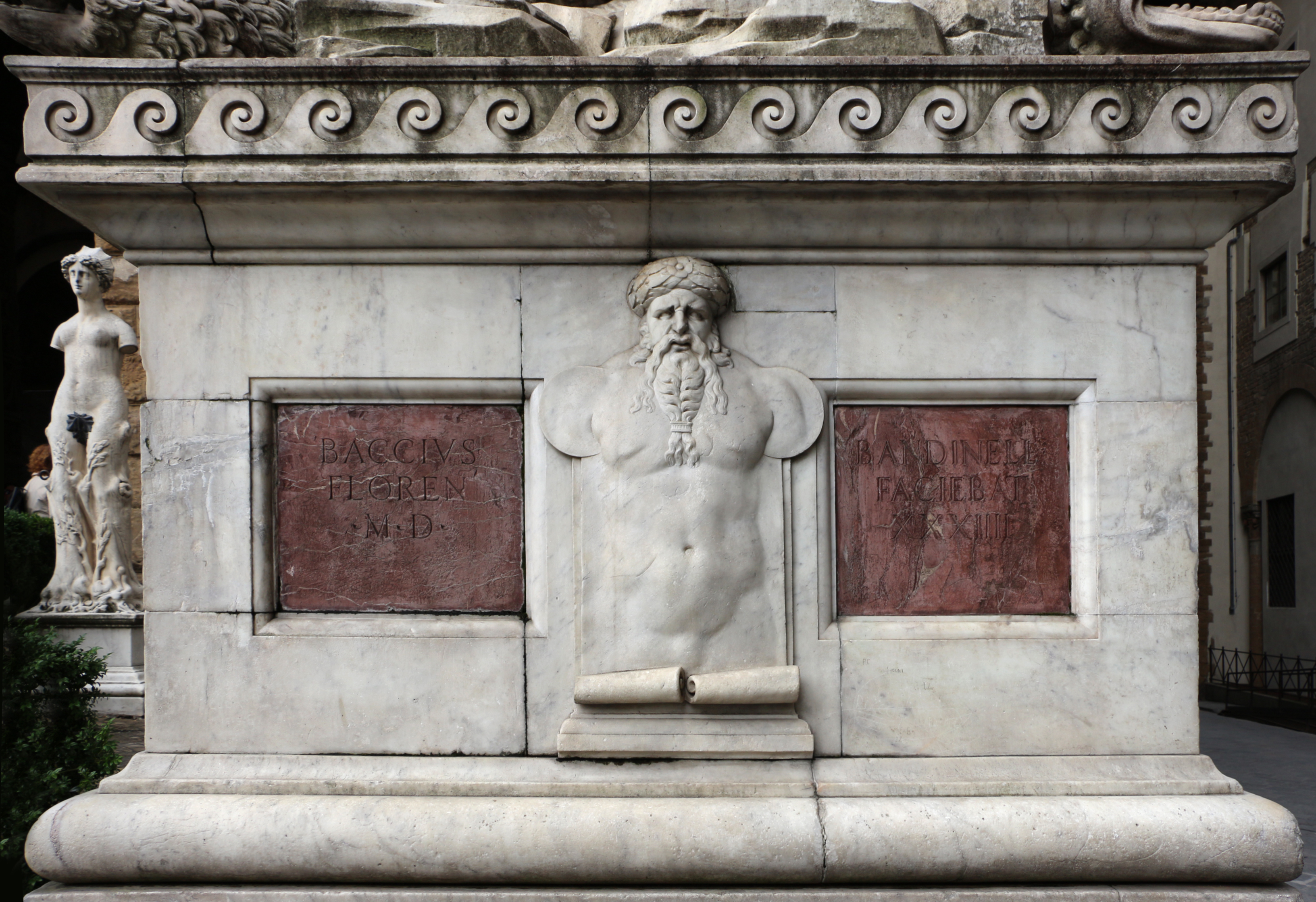

## Память
- Флорентийский музыкант Риккардо Мараско[итал.] упоминает этот памятник на своем компакт-диске «Il porcellino» в треке № 4 «L’alluvione».